# Норт Болстон Спа (Њујорк)
Норт Болстон Спа (енгл. North Ballston Spa) насељено је место без административног статуса у америчкој савезној држави Њујорк.

## Демографија
По попису из 2010. године број становника је 1.338, што је 101 (8,2%) становника више него 2000. године.
| Група             | 2000.         | 2010.         |
| Белци             | 1.180 (95,4%) | 1.263 (94,4%) |
| Афроамериканци    | 1 (0,1%)      | 6 (0,4%)      |
| Азијати           | 7 (0,6%)      | 4 (0,3%)      |
| Хиспаноамериканци | 23 (1,9%)     | 50 (3,7%)     |
| Укупно            | 1.237         | 1.338         |